# 啟德遊樂場

啟德遊樂場海報

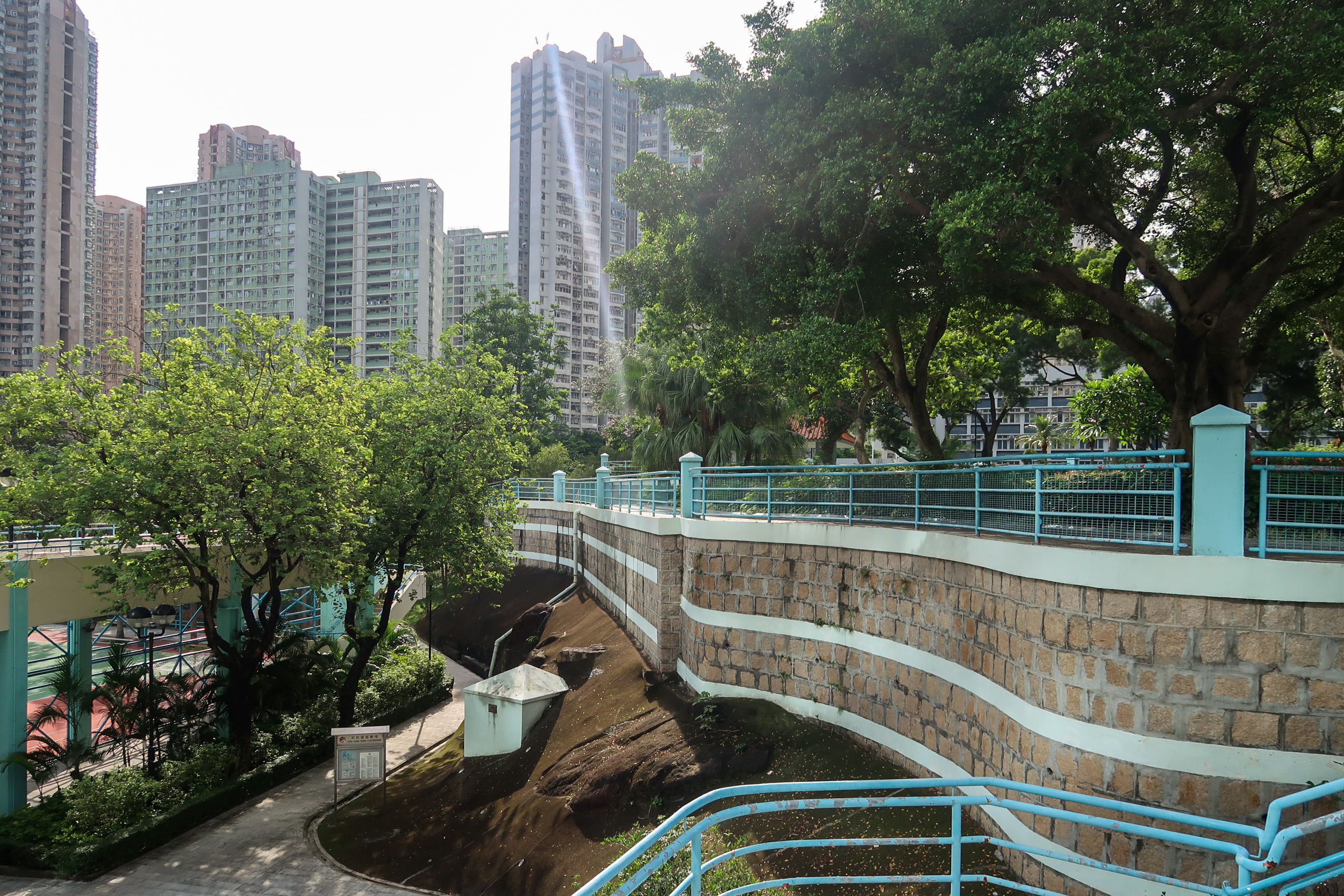
啟德遊樂場外牆遺址，今彩虹道遊樂場

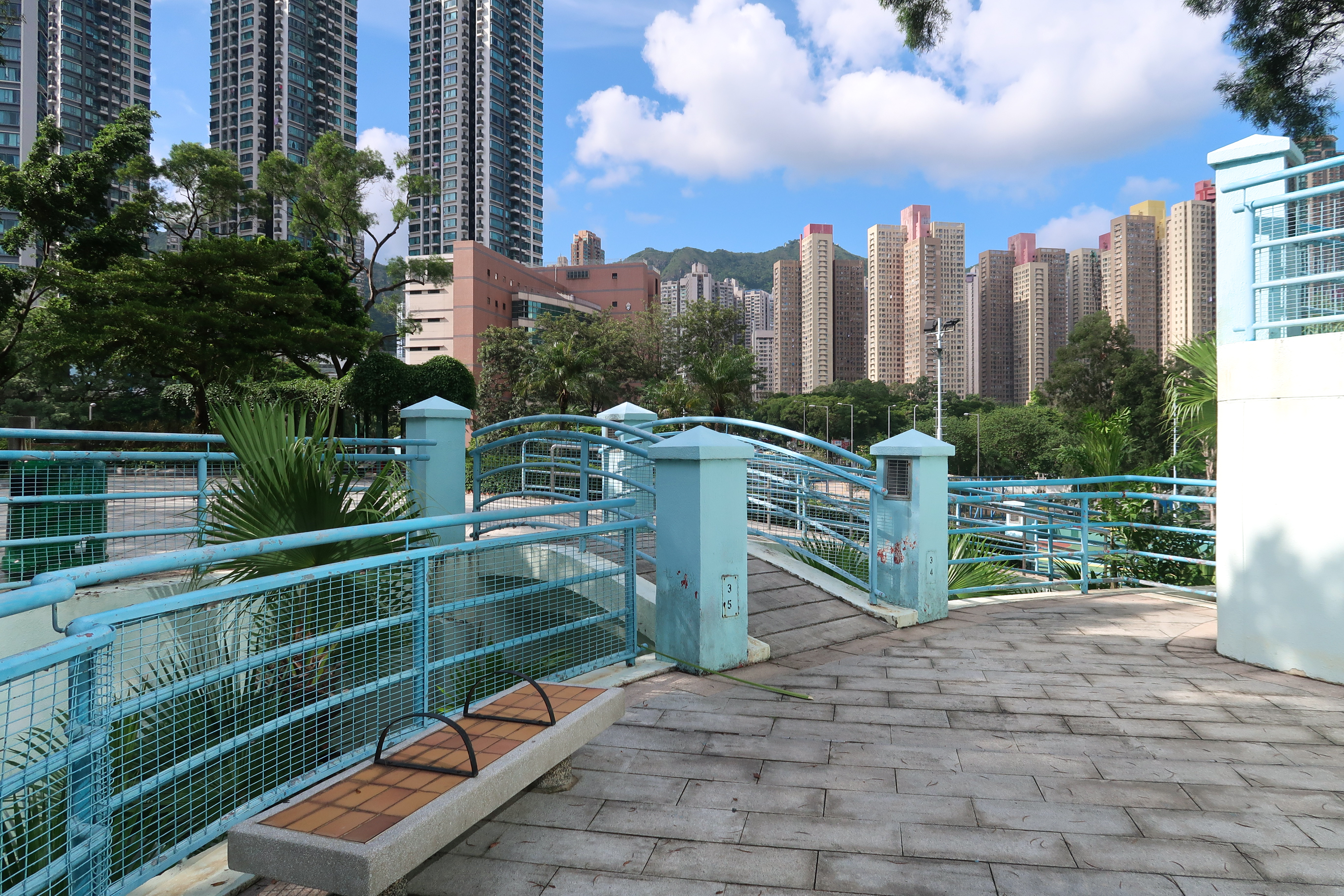
啟德遊樂場的飛橋遺跡

啟德遊樂場（英語：Kai Tak Amusement Park，1965年1月31日—1982年4月）是香港一個已拆卸的主題公園，位於九龍新蒲崗彩虹道，1965年1月31日開幕，至1982年4月正式閉幕。

## 歷史
原址位於九龍新蒲崗彩虹道，二戰前是蒲崗村的後山蒲岡，1942年成為日軍擴建的啟德機場範圍。場內小山崗在日軍佔領香港時曾經作機場瞭望塔。戰後依然被使用一段時間。
1958年9月12日，啟德機場位於九龍灣填海地的13/31跑道啟用，取代舊跑道。舊跑道一帶其後發展成工業區，開始有商人設廠。遊樂場於1962年耗資800萬港元興建，並於1965年1月31日開幕，後來因為當時的港英政府向啟德遊樂場索取過高地租，加上遊樂場鄰近新蒲崗工業區，空氣污染導致生意欠佳。
直至1977年，位于香港仔的香港海洋公園開幕，令啟德遊樂場經營更加困難。而且啟德遊樂場佔地比起荔園和海洋公園小，設施短缺，對遊客欠缺吸引力，因此至1982年4月正式關閉，原址併入市政局管理的彩虹道遊樂場休憩用地。

## 設施
啟德遊樂場內設有摩天輪、單軌火車、碰碰車、旋轉木馬、鬼屋、氹氹轉船仔、咖啡杯、拋香口膠、波子機、射氣槍等各式遊戲，有翡翠湖可以划艇仔。更擁有可能是全港第一座的過山車。另外有戲院、攤位遊戲等。當時長期有粵劇演員及歌星表演，例如：尹飛燕、阮兆輝，梁漢威，吳美英，尹光、徐小鳳、呂珊、吳香倫、高翠紅、洪鐘、筷子姊妹花、森森、斑斑等。童星張德蘭、梅艷芳、梅愛芳亦有演出。亦曾有脫衣舞演出。當時亦曾有電影與電視劇在啟德遊樂場拍攝，如《看牛仔出城》（攝於1965年，由吳君麗主演）、《第一次》（攝於1975年，由呂良偉主演）、《大亨》（攝於1978年，由鄭少秋和鄭麗芳主演）、《IQ成熟時》（第十三集開首）（攝於1981年）等等。
啟德遊樂場還附設珍寶戲院，與鄰近的兩家戲院組成一個電影放映集中地，分別為亞洲戲院（邵氏院線）及國寶戲院（嘉禾院線）。戲院門前有波子機，打一次$0.5. 午夜場散場時，門外很多熟食小販。
上山崗沿路牆上有大型中國象棋，主場的棋藝大師和遊人捉棋，用丫叉移動棋子，經常勝出或打和。遊人就站在一旁觀看。

## 外部連結
- 集體回憶：啟德遊樂場（页面存档备份，存于）
- 啟德遊樂場的影像(1972年)
- 啟德遊樂場的遺址影像(2008年11月)
- 亞洲戲院及國寶戲院的遺址影像(2008年11月)